# Salve, oh patria (Bolivia)
Salve, oh patria es un himno no oficial de Bolivia, compuesto por el fray Bernardino Gonzáles con letra de José Aguirre de Achá.

## Letra
Salve, oh patria

| Letra: José Aguirre Achá Música: Bernardino Gonzáles CORO Salve salve, oh tierra feraz bendecida Salve salve, oh Patria fecunda en valor. Nuestro orgullo es deberte la vida, nuestro anhelo morir por tu honor Salve, Oh Patria............Salve ESTROFAS I Muestra el iris, la enseña que tienes, en el cielo que diáfano ves; nieve eterna corona tus sienes y la selva se extiende a tus pies. Todo es grande en tu seno querido: la altivez y el cariño al hogar; vela el cóndor celoso su nido y defiende su cueva el jaguar. (Bis) II Tus llanuras, cubiertas de gloria en quince años de lucha tenaz, hoy, que otra era comienza en tu historia dan su fruto a la industria y la paz. La unión que es tu lema, es un hecho, ya cesó de la suerte el desdén. La esperanza palpita en el pecho y se agita el ideal en la sien... (Bis) | III Si atesora La Paz tu civismo, también Charcas la culta está en ti; Cochabamba probó tu heroísmo y tu riqueza sin par Potosí. Pando y Beni tu hermoso futuro y te brinda su edén Santa Cruz el poder de tus brazos Oruro y Tarija su tipo andaluz. (Bis) IV Tocopilla, Cobija y Calama; Mejillones en el Litoral nuestra Patria constante reclama Antofagasta en las playas del mar Ni tiranos jamás ni invasores, oscurezcan tu gran porvenir o al redoble de alegres tambores marcha Oh pueblo! cantando a vencer (Bis) |